# Глинцендорф
Глинцендорф (нем. Glinzendorf) — коммуна (нем. Gemeinde) в Австрии, в федеральной земле Нижняя Австрия.
Входит в состав округа Гензерндорф. Население составляет 242 человека (на 31 декабря 2005 года). Занимает площадь 10,44 км². Официальный код — 30819.

## Политическая ситуация
Бургомистр коммуны — Херман Райдль (АНП) по результатам выборов 2005 года.
Совет представителей коммуны (нем. Gemeinderat) состоит из 13 мест.
- АНП занимает 7 мест.
- Партия GBL занимает 5 мест.
- СДПА занимает 1 место.